# Lorenzo Rota
Lorenzo Rota (* 23. května 1995) je italský profesionální silniční cyklista jezdící za UCI WorldTeam Intermarché–Wanty.

## Hlavní výsledky
2013
Mistrovství světa
5. místo silniční závod juniorů
2015
2. místo Trofeo Alcide Degasperi
3. místo Trofeo Internazionale Bastianelli
3. místo Gran Premio di Poggiana
6. místo Gran Premio Industrie del Marmo
Okolo Slovenska
7. místo celkově
8. místo GP Laguna
9. místo Coppa dei Laghi-Trofeo Almar
2017
Tour du Limousin
5. místo celkově
2019
4. místo Coppa Ugo Agostoni
Istrian Spring Trophy
8. místo celkově
Kolem Slovinska
10. místo celkově
2020
5. místo Trofeo Laigueglia
6. místo Faun-Ardèche Classic
2021
4. místo Clásica de San Sebastián
4. místo Giro della Toscana
5. místo Coppa Sabatini
7. místo Tre Valli Varesine
7. místo Coppa Ugo Agostoni
7. místo Veneto Classic
10. místo Trofeo Laigueglia
2022
Sazka Tour
 celkový vítěz
 vítěz bodovací soutěže
vítěz 2. etapy
Národní šampionát
2. místo silniční závod
2. místo Giro della Toscana
2. místo Polynormande
Kolem Belgie
4. místo celkově
Tour de Wallonie
4. místo celkově
4. místo Trofeo Laigueglia
4. místo Grosser Preis des Kantons Aargau
Tour du Limousin
5. místo celkově
10. místo Clásica de San Sebastián
2023
Národní šampionát
2. místo silniční závod
3. místo Trofeo Matteotti
4. místo Trofeo Laigueglia
5. místo Eschborn–Frankfurt
6. místo Giro dell'Appennino
6. místo Circuit Franco–Belge
7. místo Clásica Jaén Paraíso Interior
7. místo Faun-Ardèche Classic
Vuelta a Andalucía
8. místo celkově
8. místo Japan Cup

### Výsledky na Grand Tours
| Grand Tour      | 2017 | 2018 | 2019 | 2020 | 2021 | 2022 | 2023 | 2024 |
| --------------- | ---- | ---- | ---- | ---- | ---- | ---- | ---- | ---- |
| Giro d'Italia   | 151  | —    | 85   | 93   | —    | 32   | 46   | —    |
| Tour de France  | —    | —    | —    | —    | 63   | —    | —    | —    |
| Vuelta a España | —    | —    | —    | —    | —    | —    | —    | DNF  |

| —   | Nezúčastnil se |
| DNF | Nedokončil     |
| JS  | Jede se        |